# Elsa (rivière)
Pour les articles homonymes, voir Elsa.
L’Elsa est une rivière d'une longueur de 63 km de la région Toscane en Italie et l'un des affluents de l'Arno.

## Géographie
Elle naît dans les montagnes siennoises sur la commune de Sovicille (à l'ouest de Sienne), et de quelques sources dans la  Pieve di Molli.
Elle parcourt le val éponyme la Valdelsa du sud au nord et, après avoir baigné les centres urbains de Colle di Val d'Elsa, de Poggibonsi, de Certaldo et de Castelfiorentino, se jette dans l'Arno à la frontière entre la Province de Florence et celle de Pise parmi les localités de Marcignana (Empoli) et Isole (San Miniato).
Elle comporte une eau très saline due à la présence de sulfate et de calcaire issus des minéraux  présents des terrains le long de son cours.

## Sources
- (it) Cet article est partiellement ou en totalité issu de l’article de Wikipédia en italien intitulé « Elsa (fiume) » (voir la liste des auteurs).